# Ferkingstad
Ferkingstad ist ein Tettsted mit 719 Einwohnern (Stand: 1. Januar 2024) im Westen der Inselgemeinde Karmøy in der norwegischen Provinz Rogaland.

## Geografie
Ferkingstad liegt auf der Westseite der Insel Karmøy, etwa vier Kilometer südlich von Åkrehamn. Der Ort besteht aus zwei Teilen, der Bebauung entlang dem Fylkesvei 47, wo sich auch die Grundschule, der Supermarkt und eine Tankstelle befinden, und dem Fischereihafen mit dem angrenzenden Strand Stavasanden. Etwas südlich des Ortes befindet sich die Kirche von Ferkingstad von 1854.
Etwa fünf Kilometer westlich liegen die Inseln Ferkingstadøyane, die auf Grund ihres reichen Vogellebens als Naturreservat geschützt sind.

## Geschichte

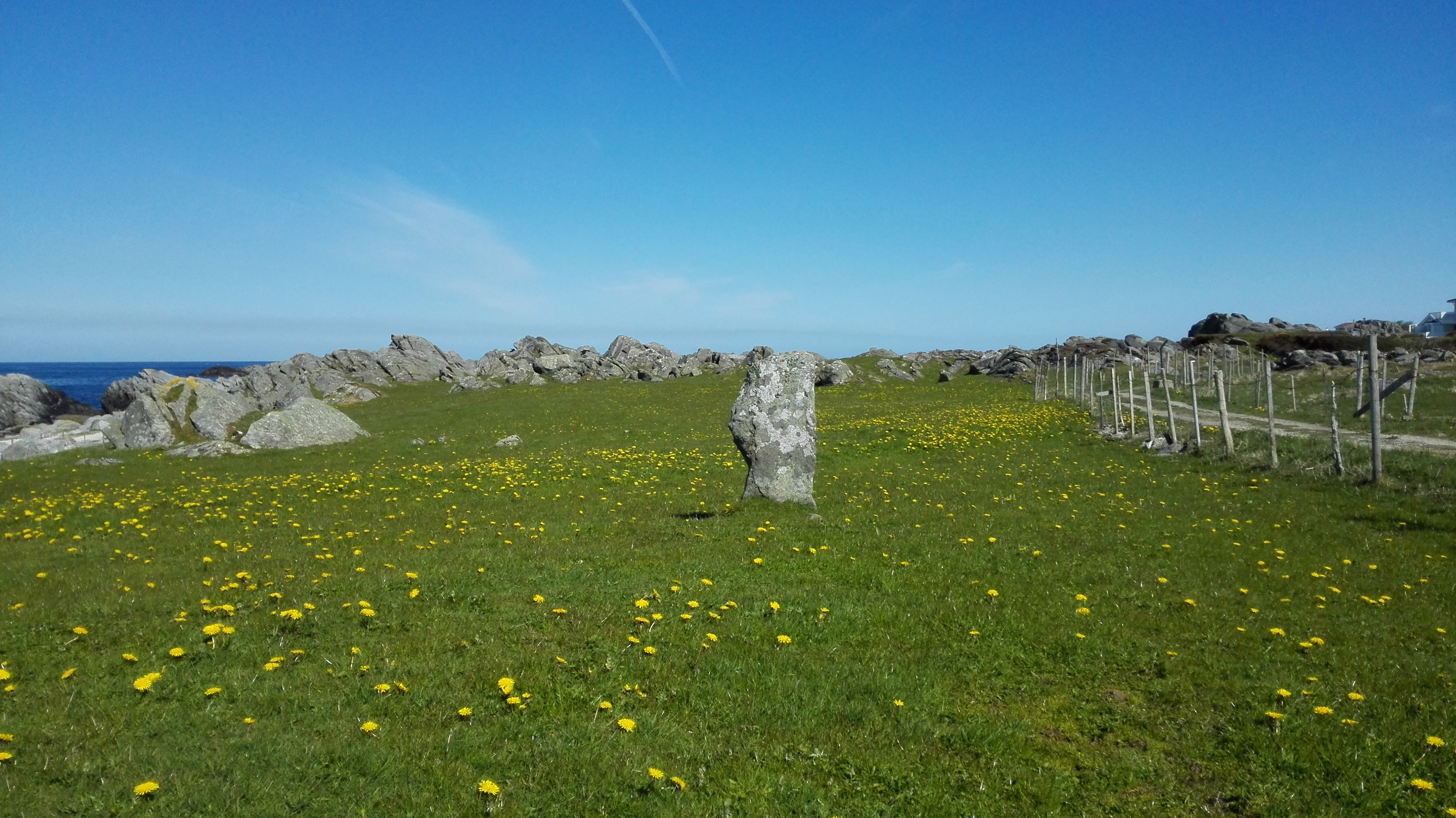
Die Bautasteine Skjoldmøyane

Der Name Ferkingstad leitet sich vermutlich vom altnordischen Männernamen Farþegn (im modernen Norwegischen Fartein) ab und bedeutet so viel wie „der Hof Farþegns“.
Der Legende nach war Ferkingstad in der Eisenzeit die Heimat des Kleinkönigs Ferking (möglicherweise der Farþegn im Ortsnamen), der für seinen Reichtum bekannt war. In der Schlacht bei Stavasletta in Ferkingstad, soll Ferking den Nachbarkönig Augvald von Avaldsnes besiegt und getötet haben. Augvalds zwei Töchter, die als Schildmaiden an der Schlacht teilgenommen hatten, sollen sich daraufhin selbst ertränkt haben. Zwei Bautasteine auf einem Grabfeld in Stava tragen heute ihnen zu Ehren den Namen „Skjoldmøyane“.

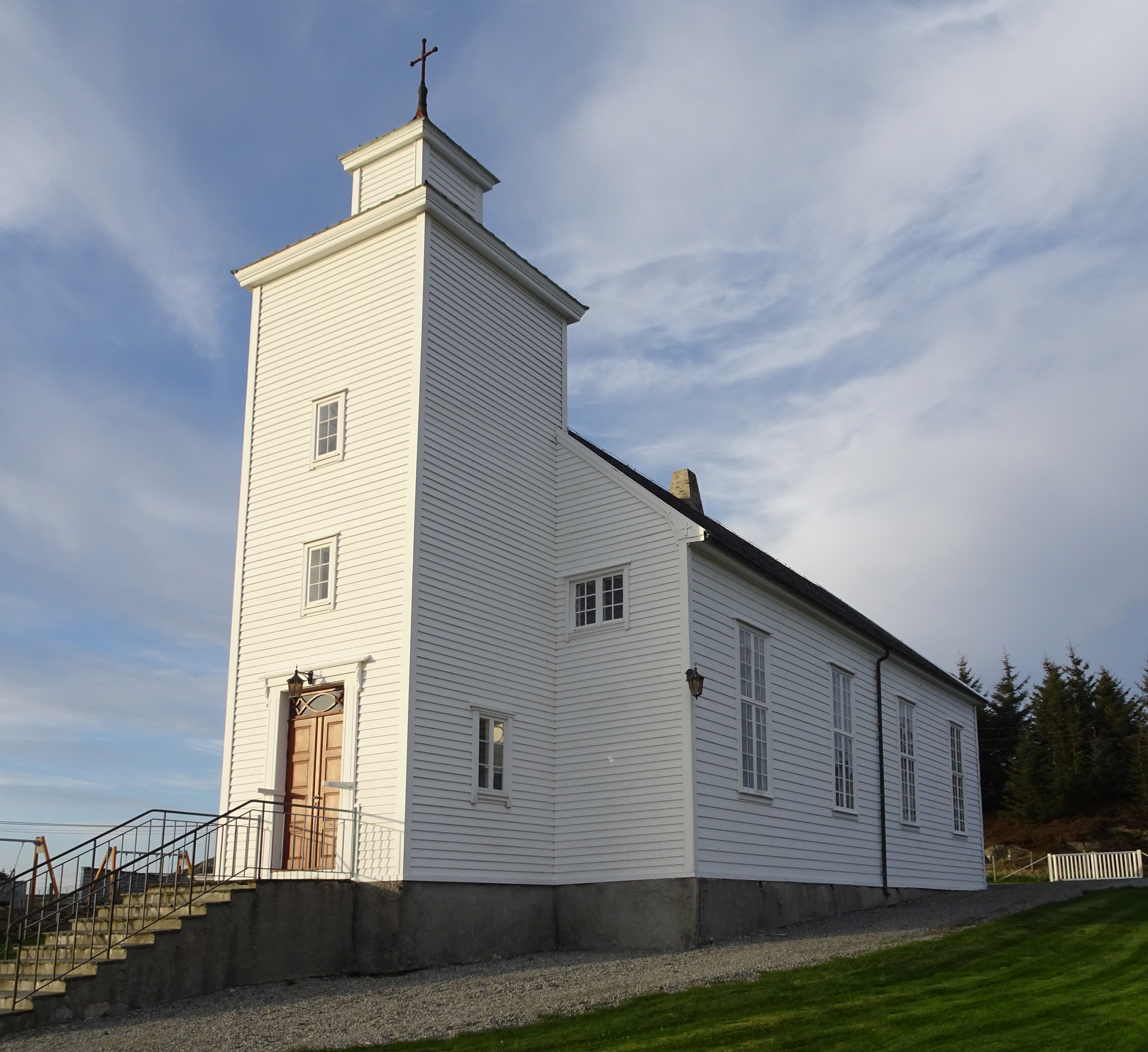
Die Kirche von Ferkingstad

1620 wurde eine erste Kirche in Ferkingstad erwähnt, auch wenn es Hinweise auf eine mittelalterliche Kirche im Ort gibt. Ursprünglich befand sich die Kirche auf dem alten Friedhof von Ferkingstad unmittelbar südwestlich des Hafens. Die heutige Kirche liegt etwa einen Kilometer weiter südlich und wurde 1854 geweiht. Sie hat 300 Sitzplätze und basiert auf einem Entwurf des Kirchenarchitekten Hans Ditlev Franciscus von Linstow und gleicht damit einer Reihe anderer norwegischer Kirchen, darunter der erheblich größeren Kirche von Falnes etwas weiter südlich auf Karmøy.
Im frühen 20. Jahrhundert reisten viele Fischer aus dem Westen Karmøys zum Fischen in amerikanische Fahrwasser. Unweit des Hafens wurde ein Monument, bestehend aus einem Kreuz und einem Glockenturm, für die auf See verunglückten Fischer errichtet.